# Stade de Reims 1961-1962
Questa voce raccoglie le informazioni riguardanti lo Stade de Reims nelle competizioni ufficiali della stagione 1961-1962.

## Stagione
Liberatosi dell'iniziale concorrenza dei campioni in carica del Monaco, lo Stade Reims guidò la classifica nelle prime dieci giornate di campionato, inseguito da un enorme gruppo di concorrenti che, in seguito, approfittò di un rendimento discontinuo da parte della squadra per passare avanti. Malgrado ciò, per tutta la durata del campionato lo Stade Reims non perse il contatto con la lotta al titolo, rimanendo nella parte finale ancora in corsa assieme al Nîmes e al RC France. Guadagnato il comando solitario della classifica a tre gare dalla conclusione, una sconfitta contro il Sochaux alla penultima giornata ricacciò indietro lo Stade Reims, che risultò secondo a pari merito con il RC Parigi a novanta minuti dal termine. Nel turno finale, la sconfitta del Nîmes capolista mandò avanti le due inseguitrici, ma fu lo Stade Reims a venir insignito del titolo in ragione di una miglior media reti rispetto agli avversari parigini.
In Coppa di Francia lo Stade Reims superò due turni prima di uscire ai quarti di finale, sconfitto di misura dai futuri finalisti del Nancy.

## Maglie
Venne eliminato il colletto a polo bianco, sostituito da un girocollo rosso. Sulle maniche vennero aggiunti dei bordi rossi.
| Manica sinistra · Manica sinistra · Maglietta · Manica destra · Manica destra · Pantaloncini · Calzettoni |

## Rosa
| N. |                    | Ruolo | Calciatore        |
| -- | ------------------ | ----- | ----------------- |
|    | Francia (bandiera) | P     | Marcel Barreau    |
|    | Francia (bandiera) | P     | Dominique Colonna |
|    | Francia (bandiera) | P     | Marcel Dantheny   |
|    | Francia (bandiera) | D     | Bernard Hiégel    |
|    | Francia (bandiera) | D     | Claude Robin      |
|    | Francia (bandiera) | D     | Bruno Rodzik      |
|    | Francia (bandiera) | D     | Jean Wendling     |
|    | Francia (bandiera) | C     | Claude Dubaële    |
|    | Francia (bandiera) | C     | Marcel Moreau     |
|    | Francia (bandiera) | C     | Lucien Muller     |
|    | Francia (bandiera) | C     | Paul Sauvage      |

| N. |                    | Ruolo | Calciatore      |
| -- | ------------------ | ----- | --------------- |
|    | Francia (bandiera) | C     | Robert Siatka   |
|    | Francia (bandiera) | C     | François Soltys |
|    | Marocco (bandiera) | A     | Hassan Akesbi   |
|    | Marocco (bandiera) | A     | Abdallah Azhar  |
|    | Francia (bandiera) | A     | François Brunat |
|    | Francia (bandiera) | A     | Just Fontaine   |
|    | Francia (bandiera) | A     | Léon Glovacki   |
|    | Francia (bandiera) | A     | Raymond Kopa    |
|    | Francia (bandiera) | A     | Roger Piantoni  |
|    | Francia (bandiera) | A     | Jean Vincent    |

## Statistiche

### Andamento in campionato
| Giornata  | 1 | 2 | 3 | 4 | 5 | 6 | 7 | 8 | 9 | 10 | 11 | 12 | 13 | 14 | 15 | 16 | 17 | 18 | 19 | 20 | 21 | 22 | 23 | 24 | 25 | 26 | 27 | 28 | 29 | 30 | 31 | 32 | 33 | 34 | 35 | 36 | 37 | 38 |
| --------- | - | - | - | - | - | - | - | - | - | -- | -- | -- | -- | -- | -- | -- | -- | -- | -- | -- | -- | -- | -- | -- | -- | -- | -- | -- | -- | -- | -- | -- | -- | -- | -- | -- | -- | -- |
| Luogo     | C | C | C | C | T | T | C | T | C | T  | T  | C  | T  | C  | T  | C  | T  | T  | C  | T  | C  | T  | C  | T  | C  | T  | C  | T  | C  | T  | C  | T  | T  | C  | T  | C  | T  | C  |
| Risultato | V | V | V | N | P | V | V | V | V | N  | P  | P  | V  | P  | N  | V  | V  | P  | V  | P  | P  | V  | N  | P  | N  | V  | V  | P  | V  | V  | P  | V  | V  | N  | V  | V  | P  | V  |
| Posizione | 6 | 4 | 1 | 3 | 5 | 2 | 1 | 1 | 1 | 1  | 2  | 4  | 3  | 5  | 3  | 3  | 5  | 4  | 3  | 4  | 5  | 4  | 4  | 5  | 5  | 3  | 3  | 3  | 2  | 2  | 3  | 3  | 2  | 2  | 1  | 1  | 2  | 1  |

Fonte:  France » Ligue 1 1961/1962 » Schedule, su worldfootball.net.
Legenda:

Luogo: C = Casa; T = Trasferta. Risultato: V = Vittoria; N = Pareggio; P = Sconfitta.

### Statistiche dei giocatori
| Giocatore   | Division 1 | Division 1 | Coppa di Francia | Coppa di Francia | Totale   | Totale |
| Giocatore   | Presenze   | Reti       | Presenze         | Reti             | Presenze | Reti   |
| ----------- | ---------- | ---------- | ---------------- | ---------------- | -------- | ------ |
| A. Azhar    | 18         | 9          | 2                | 0                | 20       | 9      |
| H. Akesbi   | 36         | 22         | 4                | 3                | 40       | 25     |
| M. Barreau  | 10         | -?         | 0                | -0               | 10       | -0+    |
| F. Bruant   | 3          | 1          | 0                | 0                | 3        | 1      |
| D. Colonna  | 27         | -?         | 4                | -?               | 31       | -?     |
| M. Dantheny | 1          | -?         | 0                | -0               | 1        | -0+    |
| C. Dubaële  | 4          | 3          | 1                | 1                | 5        | 4      |
| J. Fontaine | 7          | 2          | 1                | 3                | 8        | 5      |
| L. Glovacki | 11         | 4          | 0                | 0                | 11       | 4      |
| B. Hiegel   | 6          | 0          | 0                | 0                | 6        | 0      |
| R. Kopa     | 30         | 2          | 4                | 0                | 34       | 2      |
| M. Moreau   | 24         | 2          | 4                | 0                | 28       | 2      |
| L. Muller   | 32         | 2          | 4                | 0                | 36       | 2      |
| R. Piantoni | 18         | 16         | 0                | 0                | 18       | 16     |
| C. Robin    | 6          | 0          | 1                | 0                | 7        | 0      |
| B. Rodzik   | 38         | 0          | 4                | 0                | 42       | 0      |
| P. Sauvage  | 24         | 5          | 4                | 0                | 28       | 5      |
| R. Siatka   | 34         | 1          | 4                | 0                | 38       | 1      |
| F. Soltys   | 16         | 3          | 0                | 0                | 16       | 3      |
| J. Vincent  | 35         | 0          | 4                | 0                | 39       | 0      |
| J. Wendling | 35         | 0          | 3                | 0                | 38       | 0      |